# Guadalajara
Guadalajara er en by i den vestlige del af Mexico, der er hovedstad i delstaten Jalisco. Byen er med et indbyggertal (pr. 2005) på cirka 1.579.000 landets næststørste by. Byen blev grundlagt i 1531 og er i dag et af Mexicos finansielle centre.

## Andet
Guadalajara er tillige titlen på en sang af Pepe Guizar fra 1938, indspillet til filmen "Caminos de Ayer". Elvis Presley indspillede sin version af sangen hos Radio Recorders i Hollywood den 23. januar 1963 til brug i filmen "Fun In Acapulco" og udsendt på filmens soundtrack, der ligeledes hed Fun In Acapulco. 